# 一之瀬航季
一之瀬 航季（いちのせ こうき、3月15日 - ）は、宝塚歌劇団花組に所属する男役スター。
千葉県松戸市、県立柏中央高等学校出身。身長173cm。愛称は「はなこ」、「のせさん」。

## 来歴
2012年、宝塚音楽学校入学。
2014年、音楽学校卒業後、宝塚歌劇団に100期生として入団。入団時の成績は25番。月組公演「宝塚をどり／明日への指針／TAKARAZUKA 花詩集100!!」で初舞台。
2015年、組まわりを経て花組に配属。
2020年、柚香光・華優希トップコンビ大劇場お披露目となる「はいからさんが通る」で、新人公演初主演予定であったが、新型コロナウイルス感染拡大により、新人公演が休止となる。
2022年のバウ・ワークショップ「殉情」で、バウホール公演初主演。共に新人公演主演を務める予定であった美羽愛と共演を果たし、幻の新人公演コンビ復活となった。

## 主な舞台

### 初舞台
- 2014年3 - 6月、月組『宝塚をどり』『明日への指針 -センチュリー号の航海日誌-』『TAKARAZUKA 花詩集100!!』

### 組まわり
- 2014年7 - 10月、星組『The Lost Glory -美しき幻影-』『パッショネイト宝塚!』[6]

### 花組時代
- 2015年3 - 6月、『カリスタの海に抱かれて』『宝塚幻想曲（タカラヅカ ファンタジア）』
- 2015年7 - 8月、『スターダム』（バウホール） - ドノヴァン／ハリソン
- 2015年10 - 12月、『新源氏物語』 - 新人公演：栗丸（本役：羽立光来）『Melodia-熱く美しき旋律-』
- 2016年4 - 7月、『ME AND MY GIRL』 - 新人公演：召使い
- 2016年9月、『仮面のロマネスク』 - テチエンヌ公爵／市民『Melodia-熱く美しき旋律-』（全国ツアー）
- 2016年11 - 2017年2月、『雪華抄（せっかしょう）』『金色（こんじき）の砂漠』 - 新人公演：テオドロスの侍従イリアス（本役：綺城ひか理）
- 2017年3 - 4月、『仮面のロマネスク』 - テチエンヌ公爵／市民『EXCITER!!2017』（全国ツアー）
- 2017年6 - 8月、『邪馬台国の風』 - 新人公演：ユズリハ（本役：優波慧）『Sante!!』
- 2017年10月、『ハンナのお花屋さん-Hanna's Florist-』（TBS赤坂ACTシアター） - 田舎町の男／上流社会の男／記者
- 2018年1 - 3月、『ポーの一族』 - 新人公演：ドン・マーシャル（本役：和海しょう）
- 2018年5月、『Senhor CRUZEIRO（セニョール クルゼイロ）!』（バウホール） - ミモザ
- 2018年7 - 10月、『MESSIAH（メサイア）-異聞・天草四郎-』 - 田崎重吉／代役：多聞丸（本役：亜蓮冬馬）[注釈 2]、新人公演：山田祐庵（本役：柚香光）『BEAUTIFUL GARDEN-百花繚乱-』[1][7]
- 2018年11 - 12月、『メランコリック・ジゴロ』 - マチウ『EXCITER!!2018』（全国ツアー）
- 2019年2 - 4月、『CASANOVA』 - セラフィーナ、新人公演：ミケーレ伯爵（本役：夏美よう）[1][7]
- 2019年5月、『Dream On!』（バウホール）[注釈 3][10]
- 2019年6月、『恋スルARENA』（横浜アリーナ）[10]
- 2019年8 - 11月、『A Fairy Tale -青い薔薇の精-』 - マイク、新人公演：オズワルド・ヴィッカーズ（本役：瀬戸かずや）／精霊ダンサー『シャルム!』[4][1]
- 2020年1月、『DANCE OLYMPIA』（東京国際フォーラム） - オリンピアの歌手
- 2020年7 - 11月、『はいからさんが通る』 - 愛相良雄[8]
- 2021年1 - 2月、『PRINCE OF ROSES-王冠に導かれし男-』（バウホール） - トマス・スタンリー
- 2021年4 - 7月、『アウグストゥス-尊厳ある者-』 - 神々『Cool Beast!!』
- 2021年8 - 9月、『哀しみのコルドバ』 - セバスチャン伯爵『Cool Beast!!』（全国ツアー）
- 2021年11 - 2022年2月、『元禄バロックロック』 - ソウエモン『The Fascination（ザ ファシネイション）!』
- 2022年3 - 4月、『TOP HAT』（梅田芸術劇場） - モーリス／エド／ジャン／漁師
- 2022年6 - 9月、『巡礼の年〜リスト・フェレンツ、魂の彷徨〜』 - ジョアキーノ・ロッシーニ『Fashionable Empire』[3]
- 2022年10 - 11月、『殉情（じゅんじょう）』（バウホール） - 佐助 バウWS主演[3][9][2]
- 2023年1 - 3月、『うたかたの恋』 - フィリップ皇子『ENCHANTEMENT（アンシャントマン）-華麗なる香水（パルファン）-』
- 2023年7 - 10月、『鴛鴦歌合戦（おしどりうたがっせん）』 - 瓦版屋虎三『GRAND MIRAGE!』
- 2023年11 - 12月、『激情』 - レメンダート『GRAND MIRAGE!』（全国ツアー）
- 2024年2 - 5月、『アルカンシェル』 - ポール
- 2024年9 - 2025年1月、『エンジェリックライ』 - マリオ警部『Jubilee（ジュビリー）』
- 2025年3月、『マジシャンの憂鬱』 - ジグモンド『Jubilee』（博多座）
- 2025年6 - 9月、『悪魔城ドラキュラ／愛, Love Revue!』 - 神父／オルロック
- 2025年11 - 12月、『DEAN』（ドラマシティ・日本青年館ホール）

## 出演イベント
- 2021年5月、華優希スペシャルライブ『華詩集』[11]
- 2023年4月、水美舞斗ディナーショー『One and Only』[12]
- 2024年7月、『宝塚巴里祭2024』